# Brian Greenhoff
Brian Greenhoff (Barnsley, 28 april 1953 – Rochdale, 22 mei 2013) was een Engels voetballer die speelde voor Manchester United, Leeds United en Rochdale. In zijn laatste jaar als voetballer (1983-1984) was hij speler-trainer van de laatste club. Hij speelde ook 18 interlands voor Engeland.
Greenhoff speelde 221 wedstrijden voor Manchester United tussen 1970 en 1979 en hielp hen om de FA Cup te winnen in 1977.
Na het runnen van een sportwinkel in Manchester ging hij met zijn gezin wonen op Menorca. Hij was net weer verhuisd naar Rochdale, toen hij stierf op 60-jarige leeftijd. Greenhoff liet drie zonen en zijn vrouw achter.